# Glossaire du bridge
Pour un article plus général, voir Bridge.
- Haut – A
- B
- C
- D
- E
- F
- G
- H
- I
- J
- K
- L
- M
- N
- O
- P
- Q
- R
- S
- T
- U
- V
- W
- X
- Y
- Z
- 0-9

## A

### Acol
L'acol est un système d'enchères populaire entre autres en Grande-Bretagne et aux Pays-Bas à base de majeure quatrième.

### Affranchir
« Affranchir une couleur » : jouer une couleur suffisamment souvent afin de promouvoir ses cartes restantes (dans cette même couleur) en cartes maîtresses.

### Agrément
Convention ou entente (explicite ou implicite) entre deux partenaires quant à la signification d'une déclaration ou d'un jeu de la carte particulier dans un contexte particulier.

### Alerte
Avertissement informant les adversaires qu'ils peuvent avoir besoin d'une explication sur l'annonce qui vient d'être effectuée. En pratique, les procédures d'alerte sont définies par chaque fédération nationale.

### Annonce
Regroupe exhaustivement les expressions Passe, Contre, Surcontre et l'ensemble des enchères. Il s'agit en d'autres termes de l'ensemble des expressions lexicales utilisables sous certaines conditions pendant la phase des enchères afin de déterminer le contrat final.

### Annonces (les)
1) Ensemble des Annonces faites sur une donne
2) Processus visant à déterminer le contrat final au moyen de déclarations successives.
3) Période du jeu pendant laquelle se déroule le processus visé en 2. Aussi appelée Période des annonces/déclarations, Phase des enchères ou Les enchères.

### Appel
1) Artifice de jeu (signal au cours du jeu de la carte) par lequel on demande au partenaire de jouer dans une couleur donnée (appel positif) ou, au contraire, de ne pas jouer dans cette couleur (appel négatif).
2) Contre d'appel: Contre que le partenaire ne peut conventionnellement pas tenir sauf dans quelques cas très rares.
.

### Arbitre
Dans une compétition, l'arbitre est le représentant officiel de l'organisateur de la compétition. Il fait notamment appliquer le Code.
En France, les arbitres des compétitions officielles sont formés et agréés par la Fédération Française de Bridge (FFB) selon 4 niveaux de compétences : arbitre de club, arbitre de comité, arbitre fédéral, arbitre national.

### Arrêt
Possibilité pour le déclarant de prendre la main tôt ou tard dans une couleur donnée, essentiellement utilisé pour les contrats à 3 SA . Le déclarant de 3 SA chute le plus souvent si le camp adverse entame une couleur 5e dans laquelle le camp du déclarant n'a pas d'arrêt.

### Artificiel
Voir Déclaration artificielle

### Atout
1) Couleur spécifiée par le contrat final telle que toute carte de cette couleur est considérée comme supérieure à toute carte d'une autre couleur lors du jeu de la carte.
2) Toute carte de la couleur d'atout.

### Attaque
1) Première carte d'une levée.
2) En attaque : Se dit d'une camp qui est largement majoritaire en points et donc de l'espoir de réussir le contrat qu'il déclare. Par opposition, le camp en défense déclare un contrat qui peut chuter, dans l'espoir de perdre moins de points que s'il passait.

### Attaquer
1) Mettre la première carte d'une levée.
2) Mettre la première carte d'une levée dans une couleur qui n'a pas encore été attaquée.

## B

### Barrage
Enchère ayant pour objectif principal de réduire le nombre d'annonces légales pour les adversaires, dans l'espoir que ceux-ci ne trouvent pas leur meilleur contrat.

### Bath (coup de)
Cas particulier de laisser-passer sur l'entame d'un gros honneur lorsque le déclarant possède l'as, le valet et au moins une plus petite carte dans la couleur d'entame.

### Bermuda Bowl
Compétition bisannuelle (années impaires) par équipes nationales faisant office de championnat du monde sous l'égide de la Fédération mondiale de bridge.

### Bicolore
1) Main présentant selon le contexte soit deux couleurs d'au moins 5 cartes soit une couleur d'au moins 5 cartes et une autre couleur d'au moins 4 cartes à l'exclusion, généralement, des mains où la couleur la plus longue est plus longue d'au moins 3 cartes que la seconde couleur longue (lesquelles sont alors considérées unicolores).
2) Annonce ou séquence d'annonces promettant une main bicolore.
Voir aussi: Michaël cuebid

### Bidding Box
Boitier généralement utilisé en compétition et contenant des cartons sur lesquels figurent chacune des déclarations et chacun des avertissements (alerte, stop, arbitre) utiles à la phase d'enchères. L'utilisation des bidding box permet un déroulement silencieux des enchères.

### Blackwood
1) Convention très populaire permettant dans sa version la plus standard de savoir combien d'as sont détenus par le partenaire et par conséquent de déterminer s'il y a une chance ou non de réaliser un chelem.
2) Blackwood à 5 clefs: Variante populaire du blackwood où le roi d'une couleur (typiquement la couleur fittée) est traité comme un as.

### Board
Mot anglais pour Étui. Le mot anglais est souvent utilisé dans les compétitions francophones.

### Boite à enchères / Boite à annonces
Mots français parfois utilisés en traduction de Bidding Box

### Butler
Type de compétition en duplicate par paires où le score de chaque équipe sur une donne est comparé à un score de référence puis transformé en IMPs. Le score de référence pouvant être par exemple un score médian ou un score moyen où les extrêmes ont été ignorés.

## C

### Camp
Deux joueurs associés à la table et opposés à deux autres joueurs. Après la phase des annonces, on distingue le 'camp du déclarant' contenant le joueur qui a fait la dernière enchère de l'autre camp qu'on appelle 'le camp de la défense' ou plus simplement 'la défense' ou encore 'le flanc'.

### Canapé
Se dit d'une déclaration lorsqu'elle promet davantage de cartes dans une nouvelle couleur que de cartes dans la 1re couleur annoncée. La séquence canapé la plus fréquente est du type :
1♥ , passe , 1♠ , passe , 1SA , passe , 2♦
Ici, le répondant a annoncé d'abord une majeure 4e ( ♠ ) puis une mineure 5e ou 6e ( ♦ ) qu'il ne pouvait pas annoncer avant la majeure car son jeu est trop faible pour répondre directement au niveau de 2.

### Capitaine
1) Personne (joueur ou non) faisant office de représentant officiel d'une équipe auprès de l'organisateur d'une compétition.
2) Joueur qui, subjectivement, dirige les enchères d'une donne pour une paire. Il s'agit typiquement du joueur qui fait les annonces demandant une description de la main du partenaire (comme poser un Blackwood) et qui prendra la décision finale du contrat à jouer. Réciproquement, l'autre joueur est désigné par moussaillon. Le premier joueur à enchérir est généralement le moussaillon (à l'exception des ouvertures forcing de manche comme 2♦ dans le SEF) et c'est lui qui va décrire son jeu ; le capitaine peut ne pas changer jusqu'à la fin des enchères, ou bien il peut faire une enchère limite (comme un soutien faible sans saut) et il devient alors moussaillon.

### Carte forcée
Une carte que le joueur en flanc est obligé de produire parce qu'il n'y a pas d'autre possibilité. Par exemple, si la couleur ♦ est demandée et si le joueur n'a que Valet et 10 dans cette couleur, l'une de ces 2 cartes est forcée.

### Chariot
Plateau généralement en bois utilisé en compétition pour transférer durant les enchères l'étui (vide mais sur lequel figurent les indications de vulnérabilité) et les annonces de chacun d'un côté à l'autre de l'écran.

### Chasser
Chasser les atouts: jouer atout jusqu'à ce que plus aucun des adversaires n'en ait.

### Chelem
1) Contrat de niveau 6 ou 7. C'est-à-dire contrat demandant la réalisation de 12 ou 13 levées pour être réussi.
2) 'Petit chelem': Contrat de niveau 6.
3) 'Grand chelem': Contrat de niveau 7.

### Chicane
Couleur dans laquelle un joueur ne détient aucune carte.

### Chuter
Le fait pour un déclarant de ne pas réaliser le nombre de levées requises par le contrat joué.
Levées de chutes: Chacune des levées manquantes à la réalisation du contrat par le déclarant.

### Clash
Situation néfaste pour un camp où deux cartes importantes de ce camp se retrouvent jouées sur un même pli sans qu'une carte adverse de rang intermédiaire n'ait été jouée entre les deux.

### Code
1) Ensemble des règles du jeu de bridge et de l'arbitrage, édité par la Fédération mondiale de bridge (WBF). Le code n'est pas figé, et subit des évolutions mineures tous les 10 ans.
2) Convention secrète (et donc illégale) qu'utilisent des joueurs tricheurs pour communiquer. Exemples : position des mains, position des cartes, toux répétitive.

### Communication
1) Levée prise par le partenaire du joueur ayant attaqué la levée.
2) Potentialité d'effectuer la manœuvre décrite ci-dessus.

### Contrat
Désigne le nombre de levées devant être réalisées par le déclarant afin d'obtenir un score positif (voir Marque du bridge) ainsi que la dénomination de l'atout ou de l'absence d'atout (Sans-atout). Les éventuels modificateurs de marque (contre ou surcontre) ne font pas stricto-sensu partie du contrat. Plus formellement : "L’engagement par le camp du déclarant de gagner au moins le nombre de levées, spécifié par l’enchère finale, que celle-ci soit non contrée, contrée ou surcontrée,."

### Contre
Déclaration pouvant être faite pendant la phase des enchères lorsque la dernière déclaration autre que passe est une enchère faite par un des adversaires. Si à la fin des enchères, la dernière déclaration autre que passe est un contre, le contrat final est alors contré. Un contrat contré compte pour plus de points qu'un contrat non contré.
.

### Contrôle
1) As ou roi de chaque couleur. Singleton ou chicane dans une couleur autre que l'atout lorsque l'on possède au moins un atout. Les contrôles sont utiles dans les recherches de chelems.
2) Avoir le contrôle des atouts : Terme imprécis signifiant généralement que l'on possède suffisamment d'atouts que pour empêcher l'adversaire d'affranchir et encaisser une autre couleur.

### Convention
Accord explicite et publique entre deux partenaires visant à donner une signification particulière à une enchère, déclaration, entame ou carte spécifique jouée à un moment précis. Voir respectivement Enchère (bridge), Théorie de l'entame au bridge et Signaler (bridge).

### Couleur
- Un des quatre groupes du jeu de cartes. Chaque groupe comporte treize cartes caractérisées par un symbole : Pique (♠), Cœur (♥), Carreau (♦), Trèfle (♣)[5].
- Contrat à la couleur : Contrat dont la dénomination est une des quatre couleurs. En d'autres termes, tout contrat qui n'est pas à 'sans-atout'.

### Couleur attaquée
Couleur attaquée : Couleur de la carte attaquée. C'est-à-dire, en pratique, la couleur de la première carte jouée légalement sur un pli.

### Couleur demandée
Couleur de la première carte jouée sur un pli. Le terme officiel est 'Couleur attaquée'.

### Coup
1) 'Faire un coup': Réussir un bon résultat sur une donne après avoir annoncé ou joué de manière brillante ou atypique.
2) 'Coup de ...': Différentes techniques de jeu de la carte de niveau intermédiaire ou avancé s'appliquant dans des contextes relativement restreints.

### Couper (1)
Mettre une carte d'atout lorsque c'est n'est pas la couleur demandée.

### Couper (2)
Après que les cartes ont été mélangées et avant leur distribution, action de prendre une partie des cartes depuis le dessus du paquet pour les passer sous le paquet.

### Crème renversée
Contrat de sacrifice contre-productif pour le camp qui le déclare en défense, car il chute alors que le contrat de niveau inférieur déclaré par le camp en attaque aurait aussi chuté.

### Cuebid
Le terme cuebid ou cue bid ou cue-bid désigne :
1) une enchère artificielle faite dans une couleur promise longue par un ou plusieurs adversaires.
2) une enchère artificielle promettant un contrôle dans une couleur sans y promettre de longueur.

## D

### Déclaration
Synonyme d'annonce

### Déclaration artificielle
Une enchère, un Contre ou un Surcontre qui, par agrément, transmet au partenaire une information (différente de celle généralement admise) autre que l’intention de jouer dans la dénomination faite ou dans la dernière dénomination exprimée.
Un Passe promettant plus qu’une force précisée ou promettant ou déniant des valeurs autres que dans la dernière couleur nommée.

### Déclarant
Désigne à partir de la fin de la phase des enchères, le joueur faisant partie de l'équipe ayant fait la dernière enchère et qui est le premier de cette équipe à avoir effectué une enchère dans la même dénomination que le contrat final. Il est assis en face du mort et désignera durant le jeu de la carte quelles cartes doivent être jouées par celui-ci.

### Défausser
Mettre une carte qui n'est ni un atout ni de la couleur demandée.

### Défense
1) Dans la phase des enchères, une enchère défensive est une annonce ayant pour objectif principal d'empêcher les adversaires (qui sont en position d'attaque)  de jouer le contrat correspondant à leur dernière enchère. Le joueur faisant une telle enchère pense perdre moins de points en jouant ce contrat (même contré) qu'en laissant les adversaires jouer le leur, souvent par application de la Loi des levées totales. Ce genre de comportement peut aboutir soit à pousser le camp en attaque à une enchère trop élevée et un contrat qui chute, soit à un sacrifice, soit encore à une crème renversée.
2) Dans la phase du jeu de la carte, le camp de la défense désigne globalement les deux joueurs qui s'opposent au déclarant qui a fait l'enchère finale.

### Défenseur
Joueur du camp de la défense.

### Dénomination
Chacune des quatre couleurs pique (♠), cœur (♥), carreau (♦) et trèfle (♣) ainsi que sans-atout.
Formellement : la couleur ou le Sans Atout nommé dans une enchère.

### Distribué
'Main distribuée' main qui n'est ni régulière ni semi-régulière.

### Donne
1) Distribution du jeu de cartes pour former les mains des quatre joueurs.
2) Ensemble incluant la distribution, les annonces et le jeu de la carte afférents.

### Donneur
Joueur devant déclarer en premier sur une donne. En compétition, les étuis indiquent quel joueur (désigné par un point cardinal) est le donneur pour chaque donne. En partie libre, le donneur mélange et distribue le paquet de cartes.

### Double mort
Méthode d'évaluation d'une donne de bridge où l'on suppose que les deux camps qui s'affrontent (Nord-Sud et Est-Ouest) connaissent la totalité des mains de la donne, ce qui permet de déterminer un contrat optimal (le PAR) et une ligne de jeu optimale pour chaque camp compte tenu de la meilleure ligne de jeu du camp opposé.

### Doubleton
Couleur dans laquelle un joueur détient exactement deux cartes.

### Drury
Convention assez populaire dans laquelle l'enchère de 2♣ après une ouverture à la couleur faite par le partenaire en troisième position (aussi en quatrième dans certaines variantes) est artificielle. Elle a pour objectif principal vérifier si le partenaire a bien les valeurs standard d'une ouverture. Le corollaire immédiat étant que le partenaire peut ouvrir 'léger' en 3e (ou 4e main).

### Duplicate
Organisation et système de notation utilisé dans des tournois de bridge où des équipes de 4 joueurs (ou davantage) s'affrontent. La même donne est jouée par deux fois, une paire de l'équipe A en N-S affronte une paire de l'équipe B en E-O, et vice-versa dans une autre salle. Pour jouer la même donne 2 fois, il est possible de la dupliquer (d'où le nom de duplicate), mais le plus souvent les cartes sont transmises dans un étui d'une salle à l'autre sans duplication physique. La différence entre les scores obtenus pour la même donne aux 2 tables est le plus souvent convertie en IMP.

### Duquer
Action (en général d'un défenseur) consistant - alors qu'il en a la possibilité - de ne pas "monter" ou prendre la levée en cours.

## E

### Écran
Dispositif souvent utilisé en compétition coupant en deux le champ visuel au-dessus de la table de jeu de sorte que chaque joueur puisse voir un de ses adversaires mais ne puisse pas voir son partenaire. Ce dispositif permet entre autres de diminuer les risques de triches ou de quiproquos lorsque l'un des joueurs fait une mimique.

### Enchère
1) Annonce indiquant un nombre de levées à faire (de une à sept) au-delà des six premières et une dénomination (une des quatre couleurs ou sans-atout). Il y a donc 35 enchères possibles au total. Voir Enchère (bridge)
2) Parfois erronément utilisé comme synonyme d'Annonce.

### Enchères compétitives
Situation où chacune des deux paires présentes à la table a manifesté au moyen d'une ou plusieurs déclarations son souhait éventuel de fixer la dénomination finale du contrat et par conséquent son souhait éventuel de devenir la paire mort-déclarant.
Les enchères compétitives correspondent à 3 types de situations :
- la recherche par chaque camp de son contrat optimal
- une volonté de barrage
- lorsque l'un des camps a déjà atteint son contrat optimal, l'autre camp peut avoir intérêt à surenchérir lorsque le contrat de par est supérieur au contrat optimal

### Entame
Carte attaquée à la première levée d'une donne. Elle doit être jouée par le joueur situé à gauche du déclarant avant que le mort ne s'étale.

### Équipe
1) En compétition, deux paires de joueurs ou plus jouant dans des orientations différentes à des tables différentes et pour un score commun.
2) Ensemble des joueurs habilités à jouer en équipe de manière régulière (au sens expliqué ci-dessus) dans le contexte d'une compétition divisée en plusieurs unités (séances ou matches).
3) Équipier : Personne appartenant à la même équipe que la personne dont on parle. Lorsque deux équipiers se trouvent à la même table, on utilise généralement le terme plus spécifique de "partenaire".

### Essai
Enchère d'essai : Enchère visant à exprimer une incertitude concernant le palier du contrat idéal pour la main. Typiquement : "faut-il jouer la manche ou se contenter d'une partielle ?"

### Étui
Étui utilisé en compétition pour ranger les cartes d'une donne de sorte que les cartes de chaque joueur soient maintenues séparées et puissent être transférées telles quelles à une autre table. Ces étuis sont réglementés par la Loi 2 des Lois du Bridge de Compétition.

### Expasse
Impasse contre un honneur de la défense situé derrière l'honneur de son camp, avec menace de coupe si l'honneur adverse apparaît.

## F

### Filer
Filer une levée: Le fait pour un joueur de ne pas jouer ses cartes au mieux de ses intérêts avec pour conséquence que l'équipe adverse réalise une levée de plus que ce qu'elle aurait réalisé si ce joueur avait joué parfaitement. On parle aussi de filer le contrat/ la manche/....

### Fit
1) Couleur présentant au moins 8 cartes au total des mains de deux partenaires.
2) 'Fit moysian' couleur présentant 7 cartes au total des mains de deux partenaires.
3) 'Fitter une couleur' : promettre via une déclaration (le plus souvent une enchère) que l'on possède suffisamment de cartes dans une couleur déjà promise longue par le partenaire que pour y avoir un fit et par là-même occasion, suggérer de jouer un contrat dans cette couleur.
4) 'Fitté(e)s': Se dit de deux mains productives lorsqu’elles appartiennent à deux partenaires ou de joueurs obtenant de bons résultats par rapport à leurs niveaux lorsqu'il jouent ensemble.

### Flanc
Synonyme de 'Camp de la défense'

### Forcing
Se dit d'une déclaration après laquelle le partenaire ne peut pas passer suivant les agréments de la paire à moins d'une intervention adverse avant son tour de parole.
Par exemple, dans le SEF, supposons une ouverture de 1♣ et supposons que le répondant n'ait pas passé avant l'ouverture. Alors une annonce du répondant comme 1♦, 1♥ ou 1♠ est forcing pour un tour : en effet le répondant n'a pas limité son jeu, et sa position fait de lui le capitaine des enchères, il dispose donc d'annonces qui permettent d'obliger l'ouvreur à décrire son jeu.
Certaines annonces sont non seulement forcing pour un tour, mais autoforcing : celui qui réalise l'annonce s'engage à reparler après l'annonce de son partenaire. Par exemple, dans le SEF, l'ouverture de 2♣ est autoforcing, car sur la réponse obligée de 2♦ l'ouvreur va reparler.
Certaines annonces particulièrement fortes sont forcing de manche. Dans le SEF, il en va ainsi de certains cuebids, ou bien de l'ouverture de 2♦ qui oblige le partenariat à poursuivre les annonces au moins jusqu'à ce qu'un contrat de manche soit déclaré. De même, il existe certaines annonces, quoique rares, qui sont forcing de chelem, voire forcing de grand chelem.

### Fourchette
Plusieurs cartes non consécutives mais de rang proche d'une même couleur dans une même main.

### Fournir
Jouer une carte de la couleur attaquée.

## G

### Gerber
Convention d'enchère populaire aux États-Unis, annoncée au palier de 4♣ en l'absence de fit connu, elle permet de savoir combien d'as sont détenus par la partenaire.

### Grand coup
Technique de réduction d'atouts du déclarant au jeu de la carte qui consiste à couper délibérément une carte maîtresse du partenaire afin de se raccourcir à l'atout.

## H

### Honneur
Formellement: as, roi, dame, valet et le dix de chaque couleur. Cependant, en pratique, le dix n'est souvent pas considéré comme un honneur.

### Hors tour
Ce dit d'une annonce ou d'un jeu de la carte fait par un joueur à qui ce ne pas le tour d'agir.

### Howell
Un des systèmes de mouvement des étuis et des joueurs pour les tournois par paires où tous les joueurs à l'exception d'une seule paire changent de table après chaque ronde selon un schéma distribué au préalable à chaque paire et où les étuis changent de table en même temps pour partir vers la table de rang immédiatement inférieur. En principe, si le nombre de joueurs tombe juste, chaque donne est jouée le même nombre de fois, chaque paire joue toutes les donnes et chaque paire rencontre toutes les autres paires.

## I

### IMP
Abréviation de International Match Points. En duplicate, la différence des scores des 2 tables qui ont joué la même donne est convertie en IMP, puis les IMP sont additionnés pour toutes les donnes. Dans certains tournois par paires, la méthode Butler est utilisée pour effectuer la conversion.

### Impasse
Technique de jeu élémentaire consistant à parier sur la présence de une plusieurs cartes hautes d'une même couleur dans une des mains adverses de sorte à pouvoir faire un ou plusieurs plis avec des cartes de rang inférieur.

### Information illicite
Information connue d'un joueur mais que celui-ci est obligé d'ignorer afin de respecter l'éthique et les lois du bridge. Aussi appelée Information non autorisée. Exemple: une hésitation flagrante du partenaire.

### Insuffisant
Enchère insuffisante: Enchère illégale parce que d'un niveau inférieur à la précédente enchère ou de même niveau mais avec une dénomination qui n'est pas supérieure. La hiérarchie des dénominations est, par ordre décroissant: Sans Atout, Pique, Cœur, Carreau, Trèfle.

### Intervenant
Joueur faisant une intervention

### Intervention
Toute annonce (autre qu'un Passe naturel) faite après une ouverture adverse.

### Irrégulier
Main irrégulière: Main présentant une répartition qui n'est ni régulière ni semi-régulière.

## J

### Jeu de la carte
Seconde phase de la partie, qui suit celle des annonces.

## Joueur
L'un des quatre participants.Selon les enchères : l'ouvreur, le répondant, l'intervenant

## K

### Kibitz
Un kibitz ou kibbitz est un spectateur d'une partie de bridge. Par extension, kibitzer veut dire regarder une partie en cours. Ce terme vient du yiddish, lui-même de l’hébreu. Lorsqu'un kibitz est assis derrière des joueurs, il doit être silencieux et ne faire aucun geste qui trahisse la composition des jeux.

### Knock-out
1) Cas particulier de promotion d'atout.
2) Cas particulier de squeeze.
3) Compétition par équipes avec éliminations directes.

## L

### Landy
Convention utilisable en intervention après une ouverture de 1SA, qui consiste à réaliser une enchère artificielle de 2♣ afin de signaler un bicolore de couleurs majeures.

### Lebensohl
Convention utilisable par le répondant lorsque l'adversaire est intervenu sur une ouverture à 1SA (Et dans quelques autres cas).

### Levée
1) Chaque tour de jeu au cours duquel une carte de chaque main est jouée.
Ou formellement: Unité qui permet de déterminer le résultat du contrat. Elle commence par l’attaque. Elle est normalement formée des quatre cartes que chacun des quatre joueurs joue à son tour.
2) Levée de chute : Toute levée manquant au camp du déclarant pour gagner le contrat demandé.
3) Levée de mieux : Chaque levée gagnée en plus du contrat demandé, par le camp du déclarant.
4) Levée de longueur : Levée remportée par une petite carte au moment où aucun des adversaires ne détient de cartes dans la couleur attaquée.

### Loi de Vernes, ou Loi des levées totales
Constatation statistique relative au nombre total de levées réalisable, pour une donne, par les deux paires opposées sur la donne, dans l'hypothèse où chaque paire joue dans son meilleur fit. Cette loi aide à éclairer les joueurs pour les surenchères compétitives.

## M

### Main
Ensembles des cartes détenues par un joueur ou plus spécifiquement l'ensemble des cartes détenues en début de donne par un joueur.

### Majeure
Chacune des couleurs Pique (♠) et Cœur  (♥).

### Majeure cinquième
Système de convention d'enchères très pratiqué notamment en France. Actualisé sous le nom Nouvelle majeure cinquième.

### Manche
1) Formellement, en bridge duplicate: "100 points de levées ou plus marqués sur une donne.". La manche est ainsi atteinte dès lors qu'un contrat de 3SA, 4♥, 4♠, 5♣ ou 5♦ a été déclaré et réussi. Pour le calcul des scores, voir : Marque du bridge.
2) En bridge duplicate: Contrat nécessitant au moins 100 points de levées pour être réussi et donnant lieu, le cas échéant, à une prime de manche dont la valeur dépend de la vulnérabilité du camp du déclarant.
3) En bridge robre, unité de jeu au cours de laquelle un camp totalise au moins 100 points de levées. La manche est ainsi atteinte grâce à la réussite d'un contrat dont le nombre de points de levées déclaré permet de totaliser 100 points de levées par l'ajout du nombre de points du contrat actuel au nombre de points des contrats réussis antérieurement depuis la dernière manche.

### Maniement de couleur
Un "maniement de couleur" c'est l'ordre dans lequel un déclarant doit jouer les cartes d'une couleur, en fonction des cartes inconnues chez les adversaires et de la répartition de celles possédées entre lui-même et le mort.

### Marque partielle
En bridge duplicate, contrat rapportant moins de 100 points de levée et ne donnant par conséquent pas droit à la prime de manche mais à une 'prime de partielle' qui est moindre.
Formellement: 90 points de levée ou moins marqués sur une donne.
Concernant le calcul des scores, voir : Marque du bridge.

### Match
'Match' ou 'Match par quatre': Compétition opposant deux équipes où chaque donne est dupliquée pour y être jouée deux fois et où chaque équipe a 2 joueurs effectifs à chaque table pour un total de 4 joueurs effectifs par équipe et par donne.

### Mètre
(familier) 100 points de pénalité de chute. E.g.: "J'ai pris 11 mètres" = "J'ai pris 1100 points de pénalité de chute".

### Mettre en main
Un joueur met en main un adversaire lorsqu'il lui abandonne volontairement la main dans une situation telle qu'il sera obligé de lui jouer une carte favorable.

### Michaël cuebid
Enchère artificielle réalisée en intervention après une ouverture adverse pour signaler une main bicolore avec au moins 5 cartes dans chacune des 2 couleurs du bicolore.

### Mini cuebid
Enchère artificielle de 2SA faite par un joueur dont le partenaire a contré d'appel. Cette annonce est particulièrement utile après une ouverture de barrage des adversaires au niveau de 2.

### Mitchell
Un des systèmes de mouvement des étuis et des joueurs pour les tournois par paires où les joueurs d'une ligne donnée (généralement, Est-Ouest), changent de table après chaque ronde tout en gardant la même ligne et où les étuis changent de table en même temps mais en sens inverse. En principe, si le nombre de joueurs tombe juste, chaque donne est jouée le même nombre de fois, chaque paire joue toutes les donnes et chaque paire rencontre toutes les paires de l'autre ligne. Dans sa version standard, on obtient généralement deux classements séparés: un pour les paires Nord-Sud et un pour les paires Est-Ouest.

### Mineure
Chacune des couleurs Carreau (♦) et Trèfle (♣).

### Mort
1) Le partenaire du déclarant. Il devient le mort quand l’entame est rendue visible.
2) Les cartes du partenaire du déclarant dès qu’étalées sur la table après l’entame.

### Minou-Matou
Convention très commune sur les interventions du partenaire (joueur n°2) à 1 SA (après une ouverture adverse à 1♣, 1♦, 1♥ ou 1♠) ou bien à 2 SA (après une ouverture adverse à 2♥ ou 2♠), si le partenaire de l'ouvreur (joueur n°3) passe, le joueur n°4 réagit comme suit :
- Si l'ouverture (du n°1) était dans une mineure, le n°4 "oublie tout" (min-ou) et répond comme si le partenaire avait ouvert de 1SA,
- Si l'ouverture était dans une majeure, le n°4 répond "tout en texas" (ma-tou).

## N

### Naturel
'Annonce naturelle': Une enchère montrant une longueur ou un fit dans la couleur annoncée ou une enchère à sans-atout montrant une main régulière. Un Contre ou un Surcontre exprimant le désir de jouer ou laisser jouer un contrat dans la dénomination de la dernière enchère produite. Un passe montrant une main faible ou le désir de jouer le dernier contrat annoncé.

### Neutre
Entame neutre : Entame ayant pour objectif principal de ne pas filer de levée dans la couleur d'entame.

### Non vulnérable
Inverse de vulnérable.

## O

### ODR
Abréviation anglaise pour Offense Defense Ratio. Voir Rapport attaque défense.

### Optionnel
Contre optionnel: Contre que le partenaire peut tenir ou dégager dans des proportions à peu près équivalentes selon la structure de sa main. (Voir Contre (bridge).)

### Ouverture
1) La première enchère de la phase des annonces.
2) Avoir l'ouverture: Selon les cas, avoir une main justifiant une ouverture (même faible), ou avoir une main dont la force est suffisante que pour faire une ouverture même avec une main régulière (soit généralement 12 points d'honneur).

### Ouvreur
Le joueur qui a fait la première enchère de la phase des annonces.

## P

### Par (de la donne)
1) (Subjectif) Résultat normal auquel une donne devrait aboutir.
2) Résultat théorique auquel une donne devrait aboutir si tous les joueurs étaient parfaits et avaient une connaissance parfaite et licite de la donne. Dans cette acception du terme, il est possible de déterminer le par d'une donne par ordinateur grâce à un logiciel de résolution d'une donne en Double Mort.

### Partenaire
Joueur auquel on est associé à la table. Chacun s'assied à la table de sorte à être précédé et suivi (en sens horlogique) par un adversaire si bien que lorsque l'on joue autour d'une table carrée, octogonale ou circulaire, les partenaires sont toujours assis en face l'un de l'autre.

### Partielle
Voir 'Marque partielle'.

### Passe
Une des déclarations réglementaires. Si une déclaration est suivie par 3 déclarations passe consécutives, les annonces sont terminées.

### Perdante (1)
Méthode d'évaluation des mains lors des enchères pouvant être utilisé en remplacement ou en complément au compte usuel des points d'honneur de la méthode Milton Work. (Voir Évaluation des mains au bridge et en:Losing-Trick Count).

### Perdante (2)
Compte des perdantes : Concept utilisé pour guider l'établissement d'un plan de jeu du déclarant dans les contrats avec atout, qui consiste à compter les levées qui ont une chance d'être perdues immédiatement si certaines couleurs sont demandées à répétition.
Par exemple, le camp du déclarant joue un contrat à l'atout ♠ avec les mains suivantes :
| ♠ | D 9 4   | O E | ♠ | A R V 10 8 |
| ♥ | V 8 4   | O E | ♥ | D 10 7     |
| ♦ | 6 5 3   | O E | ♦ | 8 2        |
| ♣ | R 8 6 4 | O E | ♣ | A D 7      |

 On identifie 4 perdantes, dont 2 à ♥ et 2 à ♦ (le 3e ♦ pouvant être coupé)
Les perdantes ainsi trouvées permettent ensuite d'établir plus facilement un plan de jeu. (Voir Main de base et Bridge#Jeu du déclarant.)

### Places vacantes
Emplacements possibles de cartes dans les jeux du flanc. Le déclarant peut imaginer ces emplacements et décider de faire des impasses en fonction des nombres de places vacantes.

### Plan de jeu
Le plan de jeu du déclarant est un schéma mental du déroulement de la donne élaboré par le déclarant afin de maximiser les chances d'atteindre son objectif. Il est généralement élaboré immédiatement après l'entame, et peut parfois être révisé dans la suite du jeu de la carte. Voir article détaillé : Jeu de la carte.
On parle parfois aussi de plan de jeu de la défense, quoique cette notion soit plus vague puisqu'elle implique les 2 joueurs en flanc qui ne communiquent que par des conventions légales.

### Pli
Voir Levée. (Au bridge ces deux termes sont utilisés de manière interchangeable).

### Points d'expert et Points de performance
Points attribués comme récompense à des joueurs en fonction de leur classement à des tournois de bridge en France. Ces points sont utilisés pour réaliser un classement national des joueurs licenciés de la Fédération française de bridge

### Points d'honneur
Concept central dans l'évaluation des mains selon la méthode de Milton Work qui est de loin la méthode la plus populaire. On compte 4 points par as, 3 pour chaque roi, 2 pour chaque dame et 1 pour chaque valet détenus. Certains joueurs adaptent ce concept en considérant que posséder 3 cartes '10' vaut un point d'honneur de même que posséder une mineure cinquième.

### Points de distribution
Concept d'évaluation des mains utilisé en complément de la méthode Milton Work selon lequel chaque doubleton présumé utile vaut presque 1 point d'honneur, chaque singleton en vaut 2 et chaque chicane en vaut 3.

### Points de levée
Les points gagnés sur une donne par le déclarant pour la réalisation du contrat. Ils sont parfois appelés points en dessous de la ligne en référence à la manière traditionnelle de noter ceux-ci dans la variante robre du bridge. Attention : les points apportés par les surlevées ne sont pas des points de levée.

### Points de Longueur
Concept d'évaluation des mains utilisé en complément de la méthode Milton Work selon lequel on compte un point de longueur (aussi appelé Point L) par carte à partir de la 5e dans une couleur.

### Points de Match
Abrégé 'MP' pour Matchpoint en anglais. Unité de notation de tournois par paires où à chaque donne, chaque paire marque 2 MPs pour chaque paire ayant fait un moins bon résultat qu'elle et 1MP pour chaque paire ayant obtenu le même résultat. Cette méthode de notation conduit à un résultat équivalent à la méthode française des pourcentages où, pour chaque donne, un ensemble de pourcentages de réussite allant de 0 à 100 est attribué aux équipes, ce qui revient à attribuer le même poids à un top de 2♠ avec une surlevée (les autres paires ayant réussi 2♠ juste fait) qu'à un top de 7SA surcontré fait lorsque les autres paires ont fait 1SA surcontré chuté de 7 ! Pour calculer le gain d'une équipe à travers une compétition, on additionne les MPs (ou les pourcentages) gagnés pour chaque donne jouée.

### Points de Match International
Abrégé 'IMP' pour International Match Point en anglais. Unité de notation de certaines compétitions ( Matchs par quatre et tournois en Butler) où à chaque donne, l'écart entre les points marqués par les différentes équipes (ayant joué la même donne avec les mêmes positions) ou entre les points marqués par chaque équipe et un résultat de référence est traduit en IMPs via le barème officiel de la loi 78B. Ainsi par exemple, un écart de 250 points entre deux équipes vaut 6 IMPS et un écart de 30 points vaut 1 IMP. Pour calculer le gain (ou la perte) d'une équipe à travers une compétition, on additionne les IMPs gagnés (ou perdus) pour chaque donne jouée.

### Poubelle
Une annonce poubelle ou enchère poubelle est une annonce que l'on fait lorsque aucune autre annonce n'est disponible dans le système d'enchères. On parle aussi d'enchère fourre-tout.
Voici un exemple dans le cadre de la Majeure cinquième: votre partenaire, le donneur, ouvre de 1♦ et votre jeu contient:
♠ V 4 3 ♥ D ♦ D V 5 ♣ D 6 5 4 3 2
Vous avez largement les points rendant la réponse positive obligatoire, mais vous ne pouvez annoncer aucune majeure faute de 4 cartes, et les enchères de niveau 2 vous sont interdites car vous n'avez pas 11HL. Vous annoncez alors 1SA, quoique votre jeu ne soit pas régulier.

### Promotion
1) Promotion d'atout: Manœuvre à la carte qui a pour but de hisser d’un cran dans la hiérarchie des valeurs un atout non maître de façon à lui permettre de réaliser une levée.
2) Un des niveaux du système de classification des tournois de bridge de la fédération française de bridge : les tournois de niveau promotion sont réservés aux joueurs classés en 3e et 4e séries et non classés.

### Punitif
Contre/surcontre punitif: Contre ou surcontre sur lequel le partenaire doit normalement passer sauf cas très particuliers. Il est essentiel que les partenaires partagent les mêmes conventions permettant de distinguer le contre punitif du contre d'appel.

### Psychique (annonce)
Un psychic ou psychique ou une annonce psychique  est une annonce présentant une importante et volontaire désinformation sur la force en honneurs ou la longueur d’une couleur. Le partenaire de l'annonceur ne doit pas connaître la possibilité de telles annonces, sans quoi il s'agit de triche. Les annonces psychiques sont interdites dans certaines compétitions.
Exemple d'annonce psychique : ouverture de 2♠ avec 2 cartes à ♠.
Les annonces psychiques sont rares en bridge de haut niveau, car elles peuvent détruire la confiance entre des partenaires, et créer des soupçons de triche.

## Q

### Quantitatif
Convention permettant de déterminer s'il y a une chance ou non de réaliser un chelem sur les ouvertures ou redemandes à Sans-atout, celles-ci étant précises et s'échelonnant par tranches de 2 à 3 points, il s'agit de demander si le partenaire est maximum. Cette convention est souvent confondu avec le Blackwood du fait qu'il s'agisse de l'enchère de 4SA pour espérer jouer un chelem mais il s'agit d'un quantitatif lorsqu'il n'y a pas de fit.
Exemple le plus courant : 1SA  Passe  4SA  Passe  Passe (minimum) / 6SA (maximum).

## R

### Rapport attaque défense
Traduit librement de l'anglais offense defense ratio: Concept d'évaluation d'une main dans le contexte d'enchères compétitives. En simplifiant grossièrement, ce concept stipule qu'il est plus intéressant de surenchérir avec une main dont les valeurs sont dans la ou les couleurs de fit (fort potentiel offensif) qu'avec une main dont les valeurs sont des levées immédiates dans le fit des adversaires (fort potentiel défensif).

### Rectification fittée
Convention de bridge qui s'applique après une enchère de type Texas intervenue après une ouverture de 2SA. Si l'ouvreur ne possède que 2 cartes dans la couleur proposée par son partenaire, il enchérit 3 SA ; si par contre, il possède 3 cartes dans la couleur, il rectifie la couleur nommée par le partenaire en nommant lui-même la couleur immédiatement au-dessus. 
Exemple : la séquence " 2SA , Passe , 3♦ , Passe , 3♥ " indique que l'ouvreur de 2SA agrée les Cœurs car il a au moins 3 cartes dans cette couleur, et le fit au moins 8ème est certain.

### Rectifier
Annoncer la couleur précédemment promise par le partenaire

### Réduction d'atouts
La réduction d’atouts est une technique du déclarant qui consiste à couper autant de fois que nécessaire pour réduire sa main au même nombre d’atouts qu’une des mains adverses.
Lorsque cette technique est utilisée avec la coupe d'une carte maîtresse, elle est dénommée Grand coup.

### Réduction du compte
Méthode utilisée dans la préparation d'un squeeze, qui consiste à donner une ou plusieurs levées aux adversaires afin qu'ils n'aient plus aucune levée à réaliser jusqu'à la fin du coup.

### Régulier
Main régulière: Main présentant une répartition de type 4-3-3-3, 4-4-3-2 ou de type 5-3-3-2. C'est-à-dire une main ne présentant pas plus d'un point de distribution.

### Relais
Se dit d'une déclaration conventionnelle (le plus souvent une enchère) donnant peu d'information sur la main du joueur la produisant mais à la suite de laquelle son partenaire pourra décrire la sienne.
Exemple: pour beaucoup de joueurs, dans la séquence d'enchères "2♦ , Passe, 2♥", l'ouverture de 2♦ est forcing de manche sans autre présicion, 2♥ est un relais (quasi-)obligatoire et l'ouvreur se décrit ensuite par une enchère naturelle.

### Renonce
Infraction consistant à jouer une carte qui n'est pas de la couleur demandée alors que l'on possède au moins une carte de cette couleur. Ou plus formellement: Ne pas attaquer ou jouer, quand c’est possible, une carte ou une couleur exigée par la Loi ou spécifiée par un adversaire exerçant ce choix après arbitrage d’une irrégularité.

### Répartition
1) Répartition d'une main: Nombre de cartes détenues par un joueur dans chaque couleur. On la note W-X-Y-Z où W,X,Y et Z sont le nombre de cartes détenues dans chacune des couleurs. Selon les besoins, les 4 nombres peuvent être donné en ordre décroissant ou spécifiquement dans l'ordre ♠-♥-♦-♣. On appelle aussi cela parfois la distribution.
2) Répartition d'une couleur: Peut désigner le nombre de cartes d'une couleur spécifique dans chacune des mains des quatre joueurs ou, plus spécifiquement (utilisation la plus fréquente) combien de cartes d'une couleur spécifique sont détenues par chacun des joueurs du camp de la défense. (Le déclarant sait toujours combien de cartes de chaque couleur le camp de la défense possède au total mais rarement la répartition exacte entre les deux défenseurs.) On note généralement cette répartition X-Y, où X et Y sont le nombre de cartes de la couleur en question détenues par chacun des défenseurs. Selon les cas, on donnera ces nombres soit en ordre décroissant soit en commençant par le joueur situé à gauche du déclarant.

### Répondant
1) Pendant les annonces, désigne le partenaire du joueur ayant ouvert.
2) Plus rarement, désigne aussi le partenaire du joueur ayant fait la première déclaration conventionnelle d'une séquence de déclarations conventionnelles. Par exemple le partenaire du joueur ayant fait un Blackwood.

### Réveil
Après une ouverture suivie de 2 passe, une annonce (autre que passe) par le 4ème joueur est qualifiée de réveil car elle donne aux autres joueurs l'occasion de reparler.
Voir article détaillé : les réveils dans la Majeure cinquième

### RKCB
Roman Key Card Blackwood: Variante du Blackwood où le roi d'atout est traité comme un cinquième As. On l'appelle aussi Blackwood à 5 clefs.

### Robre
1) Une variante traditionnelle du bridge où les points de levées s'additionnent de donne en donne jusqu'à ce qu'une équipe en totalise 100 et gagne alors une manche.
2) Une partie de bridge en Robre se terminant après qu'une équipe a remporté deux manches.

### Roudi
Convention d'enchères qui permet de préciser la force de la main ainsi que la longueur d'une couleur majeure détenue par l'ouvreur d'un jeu régulier de 1re zone (environ 12 à 14 points Honneur)

### Rouge
1) Synonyme de Vulnérable en référence au fait que les équipes vulnérables sont généralement indiqués par un fond rouge sur les étuis de compétition. On retrouve aussi les expressions "rouge contre vert" et "vert contre rouge" où la première couleur désigne la vulnérabilité de l'équipe dont on parle et la seconde celle de l'autre équipe.
2) Carton rouge: Un carton contre (généralement de couleur rouge) issu d'un Bidding Box.

### Rubensohl
Convention utilisable par le répondant lorsque l'adversaire est intervenu sur une ouverture à 1SA (Et dans quelques autres cas).

### Rubber
Rubber Bridge : Expression anglaise pour désigner la variante robre du bridge.

## S

### Sacrifice
Après une enchère de l'adversaire dont le contrat a toutes les chances de se réaliser et de coûter cher à votre camp, un sacrifice est une surenchère délibérée qui conduit à un contrat qui va probablement chuter, mais dont on espère que le coût, même contré, sera moindre que de laisser se réaliser le contrat adverse. Le contexte sacrificiel le meilleur correspond à un camp non-vulnérable face à un camp vulnérable, et devra tenir compte de la Loi des levées totales.

### Sans-atout
Une des dénominations valides. Une donne jouée avec un contrat à sans-atout est une donne où aucune couleur n'est considérée comme étant atout. Cette "5e couleur" est souvent notée par l'abréviation SA.

### SAYC
Le SAYC (pour Standard American Yellow Card) est un système d'enchères très populaire aux États-Unis développé dans les années 1980 par l'American Contract Bridge League (en),.

### Séance
Période pendant laquelle le jeu d'un certain nombre de donnes, fixé par l'organisateur d'un tournoi, est prévu.

### SEF
Le SEF (pour Système d'Enchères Français) est un système d'enchères très populaire en France, qui exige qu'une majeure d'ouverture soit au moins 5e.

### Semi-régulier
Se dit généralement d'une main présentant une répartition de type 5-4-2-2 avec 5♣ ou 5♦, et quelques valeurs dans les couleurs courtes.

### Série
Chacun des 4 niveaux principaux de classement des joueurs de la Fédération française de bridge.

### Singleton
Couleur dans laquelle un joueur détient une et une seule carte.

### Sécurité distributionnelle
Le principe de sécurité distributionnelle énonce que, quel que soit le nombre de points honneur d'une paire, cette paire peut annoncer une enchère à la couleur au niveau du nombre total de cartes que la paire possède dans sa couleur la plus longue. Par exemple, supposons que dans une paire Nord-Sud, Nord a 5 cartes à Trèfle et Sud a 6 cartes à Trèfle, soit 11 cartes à Trèfle au total, Nord-Sud peut demander en toute sécurité le contrat de 5♣.

### Sous-bidder
(subjectif) Enchérir ou faire une annonce promettant moins de jeu que ce que l'on possède (à l'exclusion des psychiques et erreurs de système). C'est donc le contraire de Sur-bidder.

### Splinter
Convention utilisée dans les enchères de bridge, selon laquelle un double saut dans une couleur non encore déclarée témoigne d'un singleton ou d'une chicane dans cette couleur.
Cette convention indique toujours une certitude de manche dans la couleur qui vient d'être déclarée par le partenaire, et un espoir de chelem. Le partenaire du splinter doit revoir la force de son jeu en la dévaluant s'il a des honneurs forts dans la couleur du splinter, et inversément en la réévaluant s'il a des petites cartes dans cette couleur.

### Spoutnik
Au cours d'enchères compétitives, le contre spoutnik est une variété de contre utilisé par le répondant après une intervention adverse. Il indique que le camp du contreur est majoritaire en points H.
Le contre spoutnik simple est utilisé par le répondant après une intervention adverse à ♠, dans une séquence comme :
1♣ , 1♠, X 
afin d'indiquer au moins 4 cartes à ♥ dans un jeu d'au moins 8 points H.
 Le spoutnik généralisé est utilisé pour indiquer un jeu semi-fort (8-11 H) non régulier.

### Squeeze
Technique de jeu avancée du déclarant où au moins un des adversaires est obligé de se défausser d'une carte qui aurait sinon pu faire une levée.

### Stayman
Convention d'enchère très populaire à 2♣ après une ouverture (ou parfois intervention) à 1SA du partenaire et demandant à celui-ci de décrire sa teneur dans les couleurs majeures.

### Stop
Avertissement effectué en bridge de compétition via le carton STOP du bidding box lorsqu'on est sur le point de faire une enchère à saut. Le joueur situé à gauche du joueur ayant juste fait une enchère à saut doit respecter une pause de 5 à 10 secondes (que le carton 'STOP' ait été utilisé ou non).

### Sur-bidder
(subjectif) Enchérir ou faire une annonce promettant plus de jeu que ce que l'on possède( à l'exclusion des psychiques et erreurs de système).
Sur-bidder, c'est-à-dire faire une enchère exagérée, n'est pas synonyme de surenchérir, c'est-à-dire faire une nouvelle enchère plus élevée que l'enchère précédente.

### Surcontre
Annonce pouvant être faite pendant la phase des enchères lorsque la dernière annonce autre que Passe est un Contre (noté X) fait par un des adversaires. Si, à la fin des enchères, la dernière annonce autre que passe est un surcontre, le contrat final est alors surcontré. Un contrat surcontré coûte ou rapporte plus de points qu'un contrat contré (voir Marque du bridge),.

### Sur-couper
Mettre la plus haute carte d'atout d'une levée alors que l'atout n'est pas la couleur demandée et qu'au moins un autre joueur a déjà coupé (joué un atout sur cette levée).

### Surlevée
Chaque levée réussie au-delà du minimum requis pour réussir un contrat. On utilise aussi les termes levée supplémentaire et levée de mieux qui est le terme officiel.

### Switch
1) Switcher (une couleur) : Se dit principalement pour le camp de la défense lorsqu'un joueur de ce camp attaque une couleur que son camp n'a pas encore attaquée.
2) Switch petit-prometteur : signal populaire (voir Signaler (bridge)) où le fait de mettre sa plus petite carte lors d'un switch promet des valeurs dans la couleur.

### Système (d'enchères)
1) Ensemble des agréments d'annonces d'une paire de joueurs.
2) Corpus standardisé de conventions d'annonces présumées compatibles entre-elles et pouvant faire office de socle pour le système d'une paire de joueurs. Exemples : La Majeure cinquième ou SAYC.

## T

### Tabler
Action par laquelle, au cours du jeu de la carte, et dans un souci de gain de temps, un joueur abat ses cartes sur la table tout en expliquant qu'il revendique ou concède un certain nombre de levées. Cette action est légale (Loi 68 du code) et même conseillée lorsque le jeu ne présente pas de difficulté particulière. Toutefois des contestations risquent de survenir et l'arbitre doit être appelé si le joueur qui table n'a pas convaincu les adversaires. En particulier, il est conseillé de ne pas tabler avant d'avoir tiré les atouts du camp adverse (Loi 70 du code).

### Tenir
Tenir un contre/surcontre...: Passer lorsque la dernière annonce autre que passe est un contre/surcontre d'appel émis par le partenaire. Normalement le X d'appel du partenaire est forcing, donc le joueur qui tient le contre doit avoir beaucoup de certes dans la couleur adverse et/ou un jeu fort.

### Texas
Enchère de transfert ou plus spécifiquement enchère de transfert après une ouverture (ou une intervention) à Sans-atout du partenaire. Aux États-Unis: plus spécifiquement un transfert pour une couleur mineure.

### Top
Faire un top : En tournoi par paires (noté en pourcentage par rapport à l'ensemble des paires ayant joué la même donne), obtenir le meilleur score sur une donne et par conséquent le maximum possible de points de matchs pour cette donne.

### Transfert
Toute enchère conventionnelle promettant une couleur longue bien déterminée mais où la couleur longue n'est pas la dénomination de l'enchère et qui invite le partenaire (sauf main particulière) à faire une enchère ayant la couleur longue promise comme dénomination. 
Exemple: l'annonce de 2♥ en réponse à une ouverture de 1SA qui ne promet pas des cartes à cœur mais bien, conventionnellement, 5 cartes à ♠ et après laquelle l'ouvreur doit presque toujours annoncer 2♠.

### Traverser
Traverser le déclarant ou traverser la main du déclarant : se dit lorsque le joueur situé à droite du déclarant attaque une levée et permet à la défense de prendre en impasse des honneurs du déclarant dans la couleur attaquée; on parle alors aussi de Traverser les honneurs du déclarant.
Traverser le mort: Comme ci-dessus mais vis-à-vis du mort.

### Trèfle fort
Ensemble de systèmes de conventions d'enchères où l'enchère de 1♣ est artificielle et promet un jeu fort.

### Trèfle polonais
Système de conventions d'enchères où l'ouverture de 1♣ est forcing et couvre beaucoup de mains très différentes pas nécessairement fortes. (Voir Trèfle polonais (en).)

### Tricolore
1) Main présentant une répartition de type 5-4-4-0 ou 4-4-4-1.
2) Squeeze tricolore : variété de squeeze "simple", qui porte sur un seul adversaire du flanc et qui l'oblige à défausser une carte choisie dans 3 couleurs différentes.

## U

### Unicolore
Main présentant une couleur d'au moins 6 cartes et n'entrant pas dans les critères d'un main bicolore.

### Uppercut
Cas particulier de promotion d'atout.

## V

### Venice Cup
Compétition bisannuelle par équipes nationales féminines faisant office de championnat du monde sous l'égide de la Fédération Mondiale de Bridge.

### Vert
1) Synonyme de non vulnérable en référence au fait que les équipes non vulnérables sont généralement indiqués par un fond vert sur les étuis de compétition. On retrouve aussi les expressions "rouge contre vert" et "vert contre rouge" où la première couleur désigne la vulnérabilité de l'équipe dont on parle et la seconde celle de l'autre équipe.
2) Carton vert: Un carton passe (généralement de couleur verte) issu d'un Bidding Box.
3) Couleur verte: Couleur n'ayant pas été mentionnée par le camp du déclarant pendant les annonces alors que toutes les autres couleurs l'ont été. Le joueur qui entame privilégie souvent la couleur verte, surtout à SA.

### Vulnérabilité
Conditions d’attribution de points de bonifications ou de pénalités de levées de chute.

### Vulnérable
Une équipe vulnérable perd plus de points de bonifications (comparativement à une équipe non vulnérable) en cas d'échec d'un contrat mais en gagne également plus en cas de réussite d'une manche, d'un chelem ou d'un contrat contré (ou surcontré) surtout s'il y a des surlevées.

## X

### x (minuscule)
Désigne dans les schémas de donnes les cartes basses d'une série dont la hauteur exacte n'importe pas. Exemple: "Axx" au lieu de "A62".

### X (majuscule)
Abréviation usuelle de contre

### XX
Abréviation usuelle de surcontre

## Z

### Zéro
Faire un zéro: En tournoi par paires, faire le plus mauvais résultat de la donne d'entre toutes les paires et obtenir par conséquent 0 points de matchs pour cette donne.

## 0-9

### 0
Voir zéro.

### 2/1 forcing de manche
Système d'enchères populaire aux États-Unis où la réponse sans saut avec changement de couleur au palier de 2 à une ouverture de 1 à la couleur est forcing de manche.(Voir 2/1 forcing de manche (en).)

### 4ecouleurforcing
Convention populaire selon laquelle lorsque 3 couleurs ont déjà été promises longues par une paire de joueurs, l'annonce de la 4e couleur au pallier le plus économique ne promet pas cette couleur mais un complément de valeurs. Elle exprime souvent aussi un problème d'arrêt dans cette couleur et/ou là présence d'une cinquième carte dans une majeure déjà promise quatrième.

### 4emeilleure(entame)
Convention populaire selon laquelle, lors de la 1re entame contre un contrat à Sans-Atout, l'opposant entame la 4e carte de sa couleur la plus longue. Par exemple, contre le contrat de 1SA, avec le jeu suivant :
♠ A 4 ♥ D 10 8 5 2 ♦ V 9 7 ♣ V 8 4
le joueur entame le 5 de ♥ afin de donner à son partenaire une indication sur la longueur de la couleur.